# Киллик, Грэм
Грэм Киллик (англ. Graeme Killick; род. 26 февраля 1989 года, Форт МакМеррей) — канадский лыжник, участник Олимпийских игр в Сочи. Специалист дистанционных гонок.
В Кубке мира Киллик дебютировал 22 января 2011 года, с тех пор стартовал в 9-ти гонках в рамках Кубка мира, но не поднимался в них выше 40-го места и кубковых очков не завоёвывал. Более часто и успешно выступает в Северо-Американском кубке, где становился 5-м в общем итоговом зачёте по результатам сезонов 2011/12 и 2012/13.
На Олимпийских играх 2014 года в Сочи занял 45-е место в скиатлоне, 65-е в гонке на 15 км классическим стилем, 12-е место в эстафете и 28-е место в масс-старте на 50 км.
За свою карьеру в чемпионатах мира участия не принимал. На юниорских и молодёжных чемпионатах мира его лучшем результатом в личной гонке является 7-е место в скиатлоне на молодёжном чемпионате мира 2010 года.